# Práce (Rudolf Svoboda)
Práce je lesklá volná plastika vysoká 4,6 m, vyrobená z korozivzdorné oceli. Práce je usazená na vyvýšeném železobetonovém podstavci a nachází se v exteriéru vedle rektorátu v kampusu VŠB  – Technické univerzity Ostrava v Porubě v Ostravě v Moravskoslezském kraji. Autorem díla je Rudolf Svoboda v architektonické spolupráce se Zdeňkem Strnadelem.

## Historie díla
V roce 1973 proběhla soutěž a výběrové řízení, v roce 1975 byla Práce přidělena Rudolfu Svobodovi, v roce 1977 proběhla kolaudace a v roce 1978 bylo dílo instalováno v porubském areálu VŠB-TUO u silnice mezi rektorátem a kruhovou budovou poslucháren. V roce 2020 se dílo stalo součástí nově zřízeného Univerzitního muzea VŠB  – Technické univerzity Ostrava.

## Popis díla
Plastika „Práce“ také měla alternativní názvy „Nová doba“ nebo „Nový věk“. Dílo ztvárňuje téměř futuristickou postavu hutníka a zároveň také experimentátora. Ruce hutníka splývají s nástrojem a s fantaskním technickým objektem, jehož hrot míří k obloze. Ze všech pohledů jsou vidět výraznými profily s vysokým leskem povrchu. V archivních materiálech je zveřejněn požadavek, aby se dílo viditelně „uplatnilo i za tmy“, což leštěná forma kovu dobře splňuje. U díla je schodiště a několik stromů.

## Další informace
Poblíž se také nacházejí další umělecká díla, kterými jsou Prométheus, Práce, Pedagogové a studenti aj.